# Frères d'armes (série française)
Pour les articles homonymes, voir Frères d'armes (homonymie).
 (novembre 2018).
Si vous disposez d'ouvrages ou d'articles de référence ou si vous connaissez des sites web de qualité traitant du thème abordé ici, merci de compléter l'article en donnant les références utiles à sa vérifiabilité et en les liant à la section « Notes et références ».
Frères d'armes, sous-titré Ils se sont battus depuis plus d'un siècle, est une série documentaire française constituée de 50 portraits de 2 minutes, réalisée par Rachid Bouchareb et co-écrite par Rachid Bouchareb et Pascal Blanchard.
Elle est diffusée sur les chaînes du groupe France Télévisions de mai 2014 à mai 2015.
Cette série raconte le destin d'hommes et de femmes venus des quatre coins du monde, venus d'anciennes colonies, de protectorats et de territoires alliés, mais aussi de régions françaises, qui se sont battus pour la France de l'époque impériale à la Seconde Guerre mondiale.

## Présentation
La série se présente sous la forme de cinquante portraits courts de héros de guerre, agrémentés du regard d'historiens et d'archives inédites, et de cinquante voix-commentaires de personnalités qui révèlent l'histoire de France. Ces films courts sensibilisent les citoyens à ces combattants venus de l'étranger ou des colonies pour défendre la France, alors que la plupart étaient considérés comme des « indigènes » à qui l'on refusait tout droit politique.
Cet hommage rendu aux combattants issus de « la diversité » est complétée par trois expositions : Ensemble. Présences maghrébines et orientales dans l'Armée française, Présences des Afriques, des Caraïbes et de l'Océan Indien dans '’Armée française et Présences de l’Asie et du Pacifique dans l'Armée française, organisées par le Groupe de recherche Achac.

## Autour de la série
Dans le cadre du Centenaire de la Grande Guerre et du 70e anniversaire de la Libération, la série Frères d'armes a été mise à l'honneur à plusieurs reprises : au Musée de l’histoire de l’immigration, dans le cadre du Sommet de la francophonie à Dakar et dans le cadre de différents festivals.

### Au musée de l'histoire de l'immigration
Dans le cadre du cycle trimestriel organisé pour le 25e anniversaire du groupe de recherche Achac, la projection de six films de la série Frères d'armes a été organisée le jeudi 13 novembre 2014 à la CNHI en présence de Kader Arif, secrétaire d'État des Anciens Combattants et à la Mémoire, et Pascale Boistard, secrétaire d'État chargée des droits des femmes et de nombreux partenaires du programme, dont Tessalit Productions et France Télévisions.

### Au Sommet de la francophonie à Dakar
En ouverture du Sommet de la francophonie à Dakar, le vendredi 21 novembre 2014, la série Frères d'armes, accompagnée des deux expositions Ensemble. Présences maghrébines et orientales dans l'Armée française et Présences des Afriques, des Caraïbes et de l'océan Indien dans l'Armée française a été présentée dans les Jardins de l'Institut français par Pascal Blanchard, Lilian Thuram, Gilles Boëtsch et Eric Deroo. Les 25 premiers films de la série ont été projetés.

### Diffusion dans le cadre de festivals
Lors de l'édition 2014 du festival Étonnants Voyageurs à Saint-Malo, le 7 et 8 juin 2014, Pascal Blanchard, Michel Lelons, Jean-Marie Gustave Le Clézio et Didier Daeninckx ont présenté cinq films de la série.
Dans le cadre du Festival International Jean Rouch, la projection de 12 des 50 films courts de la série a eu lieu à la Maison des Cultures du Monde à Paris le vendredi 14 novembre 2014, afin de toucher et sensibiliser le public à l'histoire des combattants du bout du monde des armées françaises. 

Partie 1 - Quatre anciens combattants venus du Maghreb : diffusion de Ouassini Bouarfa ; Hammou Moussik ; Emir Khaled et Mohammed Lakhdar Toumi. Echange et discussion avec Lucien Jean-Baptiste (acteur et réalisateur).

Partie 2 - Quatre anciens combattants venus d'Afrique et des États-Unis : diffusion de Addi Bâ ; Moman Diop ; Joséphine Baker et Léopold Sédar Senghor. Echange avec Rokhaya Diallo (journaliste et réalisatrice).

Partie 3 - Quatre anciens combattants issus des 4 coins du monde : diffusion de James Reese Europe ; Do Huu Vi ; Jules Ruellan et Romain Gary. Débat avec Pascal Blanchard, Rokhaya Diallo et Lucien Jean-Baptiste.
Dans le cadre de Novembre de l'Égalité, en marge des deux expositions, ont été présentées, le 6 novembre 2014 à Metz, la série Frères d'armes et la conférence Combattants des quatre coins du monde : histoire, mémoire, héritage.

## Distribution

### Personnalités dont la série fait le portrait
- Zouave Daurière, héros de la campagne du Mexique et de la Guerre de 1870, né en Algérie
- Joseph Damingue, le « Grognard noir » de l'empereur Napoléon Bonaparte, né à Cuba (1761-1820)
- Roustam Raza, un mamelouk au service de Napoléon Bonaparte depuis l'expédition d'Égypte de 1799, né en Géorgie (1782-1845)
- Général Dumas, premier général ayant des origines afro-antillaises de l'Armée française au service de l’Empereur, né dans l'actuelle Haïti (1762-1806)
- Roland Garros, aviateur et héros de la Première Guerre mondiale, né à La Réunion (1888-1918)
- Ma Yi Pao, un des rares combattants chinois de la Grande Guerre aux côtés des 140 000 travailleurs chinois venus travailler en France (1894-1918)
- James Reese Europe, le combattant afro-américain qui importe le jazz en France (1880-1919)
- Đỗ Hữu Vị, premier aviateur vietnamien dans le ciel de France pendant la Première Guerre mondiale (1883-1916)
- Jules Ruellan, Breton, soldat de la famille la plus durement touchée pendant la Première Guerre mondiale (1873-1918)
- Émir Khaled, combattant héroïque de la Grande Guerre et père fondateur de la nation algérienne (1875-1936)
- Camille Mortenol,  le défenseur antillais de Paris lors de la Grande Guerre, né en Guadeloupe (1859-1930)
- Saint-Just Borical, un des 1927 poilus guyanais dont le corps fut retrouvé 89 ans plus tard en France (1887-1916)
- Pertap Singh d'Idar, maharadjah et général indien engagé dans la première guerre mondiale à l'âge de 60 ans (1854-1922)
- Chérif Cadi, premier élève « musulman » de l’École polytechnique et combattant de la Première Guerre mondiale, né en Algérie (1867-1939)
- Saiaeng Wahena, combattant d’origine kanak et un des 978 Néo-Calédoniens engagés pendant la Grande Guerre (1887-1918)
- Francis Pegahmagabow, amérindien du Canada, un des meilleurs tireurs d’élite de la Grande Guerre (1888-1952)
- Douglas Grant (en), un des 300 aborigènes d'Australie venus se battre en Europe pendant la Grande Guerre (1885-1951)
- Charles Lanrezac, prestigieux général, grand stratège de la Grande Guerre, né en Guadeloupe (1852-1925)
- Ali M'Houmadi, un Comorien venu se battre en France lors de la Grande Guerre (1892-1958)
- Nissim de Camondo, Première Guerre mondiale et grand collectionneur d’art, originaire de l'Empire ottoman (1892-1917)
- Florence Conrad, Américaine, créatrice du Groupe Rochambeau d’infirmières pendant la Seconde Guerre mondiale (1886-1966)
- Alphonse Juin, un des grands stratèges français de la Seconde Guerre mondiale, né en Algérie (1888-1967)
- Eugène Jacques Bullard, Américain, le premier aviateur noir de la Première Guerre mondiale (1895-1961)
- Lazare Ponticelli, le dernier poilu de la Grande Guerre, né italien (1897-2008)
- Raphaël Élizé, héros de la Seconde Guerre mondiale, et premier maire noir originaire des Antilles dans l’Hexagone, né en Martinique (1891-1945)
- Charles N’Tchoréré, combattant exemplaire des deux grands conflits mondiaux en France, né au Gabon (1896-1940)
- Jules Mondoloni, symbole de la mobilisation importante des Corses pendant la Grande Guerre (1897-2004)
- Ouassini Bouarfa, un Algérien, l’un des rares non-Européens ou non-Américains à débarquer le 6 juin 1944 en Normandie (1919-2007)
- Addi Bâ, évadé et héros-résistant des Vosges né en Guinée (1911-1943)
- Joséphine Baker, résistante-artiste afro-américaine au service de la France Libre (1906-1975)
- Romain Gary, soldat écrivain, héros de la Seconde Guerre mondiale et de la France Libre, né dans l'actuelle Lituanie (1914-1980)
- Roger Allouès, combattant et héros de la Libération pendant la Seconde Guerre mondiale, né en Tunisie (1920-1997)
- Roger Sauvage, un des pilotes de l’escadron Normandie-Niémen, héros de la Seconde Guerre mondiale, Martiniquais par son père (1917-1977)
- Hammou Moussik, un des libérateurs de la Corse en octobre 1943 au sein du 2e groupe de tabors marocains (Né en 1918)
- Luis Royo Ibanez, le dernier survivant espagnol de la « Nueve », un des libérateurs de Paris lors de la Seconde Guerre mondiale (Né en 1921)
- Léopold Sédar Senghor, un des pères de la Négritude, résistant et combattant de la Seconde Guerre mondiale et président du Sénégal de 1960 à 1980 (1906-2001)
- Missak Manouchian, militant et grand résistant de la Seconde Guerre mondiale, Arménien de Turquie (1906-1944)
- Anatole Lewitsky, résistant de la première heure du réseau du Musée de l'Homme pendant la Seconde Guerre mondiale, d'origine russe (1903-1942)
- José Aboulker, grand médecin et résistant de la Seconde Guerre mondiale, né en Algérie (1920-2009)
- Haroun Tazieff, volcanologue, combattant et résistant de la Seconde Guerre mondiale en Belgique, devenu français par passion de la France, né en Pologne (1914-1998)
- William Palcy, antillais, chevalier de la Légion d'honneur et ancien combattant de la Seconde Guerre mondiale, né en Martinique (1905-1967)
- Mohamed Lakhdar Toumi, grand résistant, un grand militant pour la Liberté en France pendant la Seconde Guerre mondiale et en Algérie (né en 1914)
- Dimitri Amilakvari, le plus célèbre combattant géorgien de l’Armée française (1906-1942)
- Max Guedj, une figure exemplaire des combats aériens de la Seconde Guerre mondiale, né en Tunisie (1913-1945)
- Moman Diop, un des 188 soldats noirs exécutés à Chasselay par les Allemands pendant la Seconde Guerre Mondiale, né au Sénégal (1918-1940)
- Alain Mimoun, athlète de légende et combattant lors de la Seconde Guerre mondiale, né en Algérie (1921-2013)
- Valentin Lindor, le dernier poilu des Antilles de la Grande Guerre, né en Martinique (1898-2002)
- David "Dave" Gallaher, capitaine des All Blacks et combattant de la Grande Guerre, né en Irlande (1873-1917)
- Bakary Diallo, tirailleur, poète et écrivain de la Grande Guerre, né au Sénégal (1892-1979)
- Georges Koudoukou, sous-lieutenant engagé en France lors des deux conflits mondiaux, né en Centrafrique (1894-1942)

### Voix off de la narration
- Lilian Thuram raconte Addi Bâ et Léopold Sédar Senghor
- Gérard Jugnot raconte Jules Mondoloni
- Samuel Le Bihan raconte Ouassini Bouarfa
- Yvan Attal raconte Romain Gary et Roger Sauvage
- Jean-Pierre Bacri raconte Roger Allouès et Alphonse Juin
- Jamel Debbouze raconte Hammou Moussik et Đỗ Hữu Vị
- Jacob Desvarieux raconte Missak Manouchian
- Marie-Jo Perec raconte Alain Mimoun
- Manu Dibango raconte Joseph Damingue
- Didier Daeninckx raconte Zouave Daurière et Haroun Tazieff
- Thomas N'Gijol raconte Roustam Raza et Moman Diop
- Bérénice Bejo raconte Général Dumas
- Sonia Rolland raconte Bakary Diallo et Francis Pegahmagabow
- Firmine Richard raconte Valentin Lindor
- Ramzy raconte Pertap Singh d'Idar
- Bernard Lama raconte Chérif Cadi
- Smaïn raconte Saiaeng Wahena
- Lucien Jean-Baptiste raconte Julius Ruellan
- Rachida Brakni raconte Émir Khaled
- Elsa Zylberstein raconte James Reese Europe et Joséphine Baker
- Denis Podalydès raconte Ma Yi Pao et Luis Royo Ibanez
- Pascal Légitimus raconte Camille Mortenol
- Roschdy Zem raconte Roland Garros
- Marc Lavoine raconte Saint-Just Borical
- Alice Taglioni raconte Douglas Grant
- Karole Rocher raconte Charles Lanrezac
- Soprano raconte Ali M’Houmadi
- Doan Bui raconte Nissim de Camondo
- Cécilia Hornus raconte José Aboulker et Mohamed Lakhdar
- Abd al Malik raconte William Palcy et Max Guedj
- Jean-François Stévenin  raconte David "Dave" Gallaher
- Audrey Pulvar raconte Georges Koudoukou
- Claudy Siar raconte Florence Conrad
- Mouss Amokrane raconte Lazare Ponticelli
- Philippe Torreton raconte Raphaël Élizé
- Rokhaya Diallo raconte Charles N’Tchoréré
- Dany Laferrière raconte Anatole Lewitsky
- Sami Bouajila raconte Eugène Jacques Bullard
- Jean-François Stévenin raconte Dimitri Amilakvari